# Ćazim Sijarić
Ćazim Sijarić (1905—1945) je bio komandant odreda Muslimanske milicije Sandžaka u Bijelom Polju tokom drugog svetskog rata. Bio je jedan od osnivača odreda Muslimanske milicije u Bijelom Polju. Muslimanska milicija Sandžaka je tokom čitavog drugog svetskog rata bila kolaboracionistička jedinica i aktivno podržavala sve okupatore, počev od Ustaša preko Fašističke Italije pa do nemačkog Trećeg Rajha sistematski vršeći zločine nad hrišćanskim stanovništvom.
Sijarić je bio i jedan od učesnika konferencije u Godijevu kada je doneta odluka da se u prvom koraku izvrši etničko čišćenje Srba u Sandžaku i u drugom koraku istočni deo Sandžaka uključujući i Bijelo Polje pripoji Velikoj Albaniji. Bio je jedan od komandanata Muslimanske milicije koji se naročito zalagao za Velikoalbansku aneksiju istočnog dela Sandžaka. Napadima na lokalno hrišćansko stanovništvo je aktivno učestvovao u pokušajima da se sprovedu odluke konferencije u Godijevu, uprkos tome što se zajedno sa ostalim komandantima Muslimanske milicije Sandžaka na skupu u Bijelom Polju koji je bio organizovao Blažo Đukanović zalagao za popravljanje međusobnih odnosa Muslimana i hrišćana. Četnici su uspeli da saznaju za konferenciju u Godijevu i njene odluke. Kada su videli da se one sprovode u delo a da Italijani ne čine ništa da zaštite hrišćane od Muslimanskih milicija, četnici su shvatili da moraju sami da se izbore sa njima. U januaru 1943 su napali snage Muslimanske milicije u Bjelopoljskom srezu ubivši pri tome veliki broj vojnika i civila. Većina Muslimana je smatrala Sijarića odgovornim za neorganizovan i slab otpor četnicima pa zbog toga niko nije stao u njegovu odbranu kada ga je početkom februara 1943 komanda italijanske divizije "Venecija" smenila sa mesta komandanta Muslimanske milicije za Bijelopoljski srez. Pošto je izgubio podršku Muslimana u Bijelopoljskom kraju, Sijarić je otišao u okolinu Sjenice gde je zajedno sa Vehbom Bučanom nastavio agitaciju u cilju napada na hrišćane. Tamo je dočekao kapitulaciju Italije u septembru 1943 kada je stupio pod komandu Nemačkog nacističkog oficira Kremplera.

## Drugi svetski rat

### Saradnik Fašističke Italije
Ćazim Sijarić je bio jedan od organizatora odreda od 1.500 dobro naoružanih pripadnika Muslimanske milicije u Bijelom Polju zajedno sa Vehbom Bučanom i Galjanom Lukačem. Štab bijelopoljskog odreda Muslimanske milicije je bio u Godijevu. Bijelopoljski odred Muslimanske milicije je bio podređen Italijanskoj diviziji "Venecija", konkretno komandantu Italijanskog garnizona u Bijelom Polju, pukovniku Barasiju. Sijarićev zamenik je bio Smajo Trubljanin, Vehbo Bučan, Galjan Lukač i Vehbo Behović. U jednom dokumentu iz arhive divizije "Venecija" iz januara 1943 Sijarić se naziva "komandantom fašističke organizacije u Godijevu".
Sijarić je predvodio odred Muslimanskih milicionera koji je 19 maja 1942 spalio 15 kuća u selima Zahumsko, Vrbica i Tutići, ubivši tom prilikom jednu ženu i jednog četnika i opljačkavši svu imovinu i stoku. Patrola karabinjera koja je krenula u Godijevo je 23 septembra 1942 bila razoružana od strane Ćazima Sijarića i njegovih milicionera, ali nije odgovarao za ovaj potez jer je oslobodio zarobljene italijanske vojnike.

#### Zalaganje za Veliku Albaniju
Zajedno sa ostalim komandantima odreda Muslimanske milicije kao što su Osman Rastoder, Sulejman Pačariz i Husein Rovčanin, Sijarić je učestovao na konferenciji u selu Godijevu početkom oktobra 1942, na kojoj je doneta odluka da se napadnu srpska sela u okolini Sjenice i drugim delovima Sandžaka. Sijarić se protivio Rastoderovim predlozima agresivne politike prema Srbima ali je bio preglasan jer je Rastoder dobio podršku većine prisutnih postavši najuticajniji komandant među ostalim komandantima Muslimanske milicije Sandžaka. Sledeći korak nakon planiranog etničkog čišćenja pravoslavnih stanovnika Sandžaka je bio prisajedinjenje većeg dela Sandžaka Velikoj Albaniji, za šta su se naročito zalagali Osman Rastoder, Ćazim Sijarić i Hasan Zvizdić.
Četnički dokumenti navode da je Sijarić predvodio odrede Muslimanske milicije prilikom napada na sela Jablanovo, Tutići i Pećarska 16 oktobra 1942 u kojima je opljačkano svo pokućstvo, hrana i stoka i spaljeno 29 kuća. Italijanski pukovnik Barasi je oslobodio sve Muslimane koji su bili privedeni kao odgovorni za ova dela. Sijarić je zajedno sa još nekim komandantima Muslimanske milicije među kojima su bili i Osman Rastoder, Šefkija Krcić i Baho Mekić, prisustvovao na skupu koji je 18 oktobra 1942 organizovao Blažo Đukanović i kojem su prisustvovali svi predsednici opština u srezu kao i komandant i načelnik Beranskog sreza kao i brojni verski lideri muslimana i pravoslavaca u Bijelom Polju. Iako je skup završen uz saglasnost i muslimanskih i hrišćanskih lidera da će se zalagati za popravljanje međusobnih odnosa, odluke ovog skupa ipak nisu sprovedene u delo. Početkom decembra 1943 Sijarić je sa delegacijom od 50 ljudi otišao na Pešter da bi obezbedio podršku tamošnjih muhamedanaca da bi "mogao da napadne na Srbe koji se nalaze na desnoj obali Lima". Višemesečna ratna inicijativa komandanata Muslimanske milicije Sandžaka je dobila epilog u napadu na selo Buđevo krajem decembra 1942. Napad kojim je započela akcija Muslimanskih milicija čiji je cilj bio "potpuno uništenje pravoslavnih u Sandžaku i stvaranje jedne države - Velike Albanije" je predvodio Sijarić. Pošto su prethodno bili obavešteni o napadu, stanovnici Buđeva su spremno dočekali napadače i uspeli da odbrane svoje selo.

#### Đurišićeve januarske osvetničke kampanje
Crnogorski četnici pod komandom Pavla Đurišića su 5 januara 1943 napali 33 sela uglavnom nastanjena muslimanskim stanovništvom u regionu Donjeg Bihora. U pitanju je bio osvetnički napad na muslimane u Sandžaku, od kojih su mnogi bili nedužni seljaci, sa osnovnim motivom da se poravnaju računi sa Muslimanskom milicijom Sandžaka.
Shodno pojedinim izvorima početkom januara 1943 odred pod Sijarićevom komandom se istakao tokom napada četnika pod komandom Pavla Đurišića. Sa druge strane, istoričar Živković smatra Sijarićevo ponašanje potpuno vojnički nedoraslim za tako ozbiljnu situaciju jer je napravio veliku grešku što je uprkos vestima o napadima četnika 5 januara 1943 tokom celog dana ostao u Godijevu i uporno apelovao na italijanske snage umesto da se sa svojim snagama suprotstavi prodoru četnika. Kada je 6 januara 1943 Sijarić izvršio mobilizaciju u Godijevu, u roku od nekoliko sati je uspeo da mobiliše oko 1.500 pripadnika Muslimanske milicije koji su raspolagali i automatskim naoružanjem i artiljerijom. Umesto da sa ljudstvom koje je mobilisao odmah deluje u pravcu Bijelog Polja u cilju sadejstva sa italijanskim trupama koje su tokom ove četničke akcije podržavale muhamedance, Sijarić je izgubio dragoceno vreme dopisujući se sa italijanskim komandantom u Bijelom Polju radi dobijanja dozvole za ovakav pokret. Kada je napokon dobio dozvolu italijana, četnici su već bili opkolili Godijevo pa Sijarić nije mogao da izvrši ovaj manevar. Odredi JVuO su se neometano prebacili na desnu obalu Lima, razvili u borbeni poredak i svom snagom napali muslimanska sela koja su bila slabo branjena pošto je Sijarić mobilisao glavninu snaga Muslimanske milicije u Godijevu. JVuO je zauzela i spalila Godijevo 7 januara 1943 a Sijarić se posle velikih gubitaka na strani Muslimanske milicije povukao u pravcu Rožaja.

#### Nastavak Sijarićevog zalaganja za istrebljenje Srba i njegova smena
Sijarić je učestvovao na sastanku Muslimanskih lidera organizovanog početkom februara 1943 u Petnjici na kojem su se samo Rastoder, Sijarić i Ajdarpašić izjasnili za borbu sa hrišćanima "do istrebljenja". Sijarić je otišao u Godušu u pokušaju da tamo formira štab Muslimanske milicije ali su ga odande oterali meštani Goduše i Lozne, pa se on odatle povukao u Rožaje. Većina Muslimana je krivila Sijarića za neorganizovan i slab otpor četnicima pa zbog toga niko nije stao u njegovu odbranu kada ga je početkom februara 1943 komanda italijanske divizije "Venecija" smenila sa mesta komandanta Muslimanske milicije za Bijelopoljski srez za šta je povod bio Sijarićev progon srpskih porodica u okolini Rožaja.

### Saradnik Nacističke Nemačke
Pošto je izgubio podršku u Bijelopoljskom kraju, Sijarić odlazi u okolinu Sjenice gde je zajedno sa Vehbom Bučanom nastavio agitaciju u cilju napada na hrišćane. Tamo je dočekao kapitulaciju Italije u septembru 1943 kada je stupio pod komandu Nemačkog nacističkog oficira Kremplera.
U novembru 1943 nemački pukovnik Krempler je naredio Muslimanima i Četnicima u Sanžaku da prekinu sa neprijateljstvima i sarađuju pod nemačkom komandom. Krempler je Sijariću 15 novembra naredio da uspostavi komunikaciju sa lokalnim odredima četnika i zajedno sa njima i sa Muslimanskom milicijom pod komandom Galijana Lukača da napadne komunističke snage u Bijelom Polju. Krempler je eksplicitno naredio Sijariću da "prestane sa pljačkom i napadima na srpska sela" i da vrati ukradenu stoku ako želi da izbegne nemačke sankcije. Sijarić je 17 novembra 1943 odgovorio Kremperu da pristaje da sprovede njegova naređenja.